# واتفیلد
واتفیلد (به انگلیسی: Whatfield) یک روستا و محله مدنی در بریتانیا است که در Babergh واقع شده‌است. واتفیلد ۳۳۵ نفر جمعیت دارد.